# Anthony Conroy
Anthony Joseph "Tony" Conroy, född 19 oktober 1895 i Saint Paul, Minnesota, död 11 januari 1978 i Saint Paul, var en amerikansk ishockeyspelare. Han blev olympisk silvermedaljör i Antwerpen 1920. 

## Meriter
- OS-silver 1920